# Weissia brachypoma
Weissia brachypoma är en bladmossart som beskrevs av C. C. Townsend 1981 [1982. Weissia brachypoma ingår i släktet krusmossor, och familjen Pottiaceae. Inga underarter finns listade i Catalogue of Life.